# لياندرينهو (لاعب كرة قدم مواليد 1985)
لياندرينهو هو لاعب كرة قدم برازيلي في مركز الدفاع، ولد في 22 فبراير 1985 في أرارواما في البرازيل. لعب مع جمعية أرابيراكا الرياضية ونادي بانغو أتلتيكو ونادي بوا إيسبورت ونادي كروزيرو ونادي كورينثيانس ألاغوانو ونادي مينيروس الرياضي.

## وصلات خارجية
- لياندرينهو على موقع قاعدة بيانات كرة القدم.إي يو (الإنجليزية)
- لياندرينهو على موقع Soccerway.com (الإنجليزية)